# Белорусија на Светском првенству у атлетици на отвореном 2019.
Белорусија је на 17. Светском првенству у атлетици на отвореном 2019. одржаном у Дохи од 27. септембра до 6. октобра, учествовала четрнаести пут, односно учествовала је на свим првенствима од стицања независности до данас. Репрезентацију Белорусије представљало је 30 такмичара (11 мушкараца и 19 жена) у 21 атлетској дисциплини (8 мушких и 13 женских).,
На овом првенству такмичари Белорусије нису освојили ниједну медаљу. У табели успешности према броју и пласману такмичара који су учествовали у финалним такмичењима (првих 8 такмичара) Белорусија је са 8 учесника у финалу делила 15 место са 25 бодова.
| Плас. | Земља      | 1. место | 2. место | 3. место | 4. место | 5. место | 6. место | 7. место | 8. место | Бр. финал. | Бод. |
| ----- | ---------- | -------- | -------- | -------- | -------- | -------- | -------- | -------- | -------- | ---------- | ---- |
| =15.  | Белорусија | 0        | 0        | 0        | 1        | 2        | 3        | 1        | 1        | 8          | 25   |

## Учесници
| Мушкарци: - Уладзислау Прамау — Маратон - Виталиј Паракхонкај — 110 м препоне - Александар Љахович — 20 км ходање - Дмитри Диубин — 50 км ходање - Максим Недосеков — Скок увис - Дзмитри Набокау — Скок увис - Хлеб Дударау — Бацање кладива - Захар Махросенка — Бацање кладива - Aliaksei Katkavets — Бацање копља - Павел Милешка — Бацање копља - Виталиј Жук — Десетобој | Жене: - Кристина Цимановскаја — 200 м - Дарја Барисевич — 1.500 м - Волга Мазуронак — Маратон - Настасија Иванова — Маратон - Свјатлана Куџелич — Маратон - Елвира Херман — 100 м препоне - Дарја Палуектава — 20 км ходање - Настасија Јацевич — 50 км ходање - Nadzeya Darazhuk — 50 км ходање - Карина Демидик — Скок увис - Ирина Жук — Скок мотком - Настасија Мирончук-Иванова — Скок удаљ - Ирина Васкоускаја — Троскок - Алиона Дубицкаја — Бацање кугле - Алена Пасечник — Бацање кугле - Хана Малишик — Бацање кладива - Алена Собалева — Бацање кладива - Анастасија Каламојетс — Бацање кладива - Тацјана Халадович — Бацање копља |  |

## Резултати

### Мушкарци
| Атлетичар          | Дисциплина     | Лични рекорд | Квалификације     | Квалификације     | Полуфинале            | Полуфинале           | Финале               | Финале       | Детаљи |
| Атлетичар          | Дисциплина     | Лични рекорд | Резултат          | Место             | Резултат              | Место                | Резултат             | Место        | Детаљи |
| ------------------ | -------------- | ------------ | ----------------- | ----------------- | --------------------- | -------------------- | -------------------- | ------------ | ------ |
| Александар Љахович | Маратон        | 2:14:29      |                   |                   |                       |                      | 2:31:04              | 53 / 55 (73) |        |
| Виталиј Паракхонка | 110 м препоне  | 13,40        | 13,65             | 7. у гр. 1        | Није се квалификовао  | Није се квалификовао | Није се квалификовао | 23 / 36 (41) |        |
| Александар Љахович | 20 км ходање   | 1:21:12      |                   |                   |                       |                      | 1:44:25              | 40 / 40 (53) |        |
| Дмитри Диубин      | 50 км ходање   | 3:45:51      | Није завршио трку | Није завршио трку |                       |                      |                      |              |        |
| Максим Недасекау   | Скок увис      | 2,35         | 2,26 кв           | 5. у гр А         |                       |                      | 2,33                 | 4 / 30 (31)  |        |
| Дзмитри Набокау    | Скок увис      | 2,36 НР      | 2,26              | 9. у гр. Б        | Није се квалификовао  | 18 / 30 (31)         |                      |              |        |
| Хлеб Дударау       | Бацање кладива | 78,29        | 76,28 кв          | 6. у гр. А        | 75,86                 | 9 / 32               |                      |              |        |
| Захар Махросенка   | Бацање кладива | 77,41        | 74,80             | 7. у гр. Б        | Нису се квалификовали | 15 / 31              |                      |              |        |
| Aliaksei Katkavets | Бацање копља   | 82,63        | 82,08             | 7. у гр. Б        | Нису се квалификовали | 14 / 30 (32)         |                      |              |        |
| Павел Милешка      | Бацање копља   | 85,01        | 75,14             | 13. у гр. А       | Нису се квалификовали | 27 / 30 (32)         |                      |              |        |

#### Десетобој
| Дисциплина    | Виталиј Жук | Виталиј Жук | Виталиј Жук | Виталиј Жук | Виталиј Жук | Виталиј Жук  |
| Дисциплина    | Лич. рек.   | Резултат    | Бод.        | Плас.       | Укупно      | Плас.        |
| ------------- | ----------- | ----------- | ----------- | ----------- | ----------- | ------------ |
| 100 м         | 10,94       | 10,95       | 872         | 14.         | 872         | 14.          |
| Скок удаљ     | 7,11        | 6,63        | 727         | 22.         | 1.599       | 21.          |
| Бацање кугле  | 16,32д      | 15,13       | 798         | 9.          | 2.397       | 20.          |
| Скок увис     | 2,05д       | 1,96        | 767         | 14.         | 3.164       | 20.          |
| 400 м         | 47,81       | 48,08       | 905         | 4.          | 4.069       | 17.          |
| 110 м препоне | 14,48       | 14,49 ЛРС   | 912         | 11.         | 4.981       | 16.          |
| Бацање диска  | 48,64       | 46,64       | 801         | 9.          | 5.782       | 13.          |
| Скок мотком   | 4,90        | 4,80 ЛРС    | 849         | 10.         | 6.631       | 14.          |
| Бацање копља  | 66,19       | 58,66       | 718         | 12.         | 7.349       | 12.          |
| 1500 м        | 4:30,36     | 4:35,45     | 709         | 5.          | 8.058       | 13.          |
| Десетобој     | 8.290       |             |             |             | 8.058       | 13 / 19 (24) |

### Жене
| Атлетичарка                | Дисциплина       | Лични рекорд | Група         | Група        | Полуфинале            | Полуфинале            | Финале                | Финале       | Детаљи |
| Атлетичарка                | Дисциплина       | Лични рекорд | Резултат      | Место        | Резултат              | Место                 | Резултат              | Место        | Детаљи |
| -------------------------- | ---------------- | ------------ | ------------- | ------------ | --------------------- | --------------------- | --------------------- | ------------ | ------ |
| Кристина Цимановскаја      | 200 м            | 22,78        | 23,22         | 4. у гр. 6   | Није се квалификовала | Није се квалификовала | Није се квалификовала | 26 / 43 (47) |        |
| Дарја Барисевич            | 1.500 м          | 4:03,58      | 4:08,19 кв    | 8. у гр. 3   | 4:17,04               | 9. у гр. 1            | Није се квалификовала | 21 / 35      |        |
| Волга Мазуронак            | Маратон          | 2:23:54 НР   |               |              |                       |                       | 2:36:21               | 5 / 40 (70)  |        |
| Настасија Иванова          | Маратон          | 2:27:24      | 2:48:41       | 17 / 40 (70) |                       |                       |                       |              |        |
| Свјатлана Куџелич          | Маратон          | 2:16:16      | 3:00:38       | 32 / 40 (70) |                       |                       |                       |              |        |
| Елвира Херман              | 100 м са препоне | 12,64        | 12,84 КВ      | 3. у гр. 4   | 12,78 ЛРС             | 4. у гр. 3            | Није се квалификовала | 9 / 36 (38)  |        |
| Дарја Палуектава           | 20 км ходање     | 1:32:01      |               |              |                       |                       | 1:37:42               | 14 / 39 (45) |        |
| Настасија Јацевич          | 50 км ходање     | 4:16:39 НР   | 4:44:01       | 12 / 17 (24) |                       |                       |                       |              |        |
| Nadzeya Darazhuk           | 50 км ходање     | 4:17:29      | 4:47:26       | 13 / 17 (24) |                       |                       |                       |              |        |
| Карина Демидик             | Скок увис        | 2,00 НР      | 1,94 КВ       | 1. у гр. Б   |                       |                       | 1,96                  | 6 / 30       |        |
| Ирина Жук                  | Скок мотком      | 4,70 НР      | 4,60 КВ       | 4. у гр. А   | 4,70 НР, ЛР           | 7 / 31 (32)           |                       |              |        |
| Настасија Мирончук-Иванова | Скок удаљ        | 7,08         | 6,69 кв       | 4. у гр. Б   | 6,76                  | 5 / 31                |                       |              |        |
| Ирина Васкоускаја          | Троскок          | 14,30д       | 13,67         | 9. у гр. А   | Није се квалификовала | 21 / 26 (28)          |                       |              |        |
| Алиона Дубицкаја           | Бацање кугле     | 19,21        | 18,51 КВ      | 4. у гр. А   | 18,12                 | 7 / 27                |                       |              |        |
| Алена Пасечник             | Бацање кугле     | 18,01        | 17,68         | 9. у гр. Б   | Није се квалификовала | 18 / 27               |                       |              |        |
| Хана Малишик               | Бацање кладива   | 76,26        | 72,59 КВ      | 4. у гр. А   | 71,24                 | 10 / 30               |                       |              |        |
| Алена Собалева             | Бацање кладива   | 72,86        | 71,52 кв, ЛРС | 6. у гр. Б   | 70,45                 | 11 / 30               |                       |              |        |
| Анастасија Каламојетс      | Бацање кладива   | 71,99        | 69,67         | 9. у гр. Б   | Није се квалификовала | 16 / 30               |                       |              |        |
| Тацјана Халадович          | Бацање копља     | 67,47 НР     | 61,74 кв      | 5. у гр. Б   | 62,54                 | 6 / 31                |                       |              |        |